# Microterangis humblotii
Microterangis humblotii är en orkidéart som först beskrevs av Heinrich Gustav Reichenbach, och fick sitt nu gällande namn av Karlheinz Senghas. Microterangis humblotii ingår i släktet Microterangis och familjen orkidéer.
Artens utbredningsområde är Komorerna. Inga underarter finns listade i Catalogue of Life.